# Brevulacus reticulatus
Brevulacus reticulatus är en spindeldjursart som beskrevs av David C.M. Manson 1984. Brevulacus reticulatus ingår i släktet Brevulacus och familjen Diptilomiopidae. Inga underarter finns listade.